# Österreichischer Floorball Verband
Der Österreichische Floorball Verband (ÖFBV) ist der nationale Dachverband für Floorball in Österreich. Er wurde 1996 gegründet und hat seinen Sitz in Linz.
Der Verband hat derzeit rund 4500 lizenzierte Spieler und besteht aus mehreren regionalen Unterverbänden. Der ÖFBV ist Mitglied der International Floorball Federation (IFF) und organisiert national die Meisterschaften in verschiedenen Alters- und Leistungsklassen.
Der Vorstand des ÖFBV setzt sich aus Armin Raditschnig, Karl Zehetner, Timmo Taurer und Erich Rattensberger zusammen. Der Generalsekretär des Verbands ist Gerold Rachlinger.
Der ÖFBV fördert aktiv die Entwicklung und Verbreitung von Floorball in Österreich. Neben der Organisation von nationalen Meisterschaften bietet der Verband auch Schulungen und Workshops für Spieler, Trainer und Schiedsrichter an. Der Verband arbeitet eng mit regionalen Floorball-Clubs und Schulen zusammen, um den Sport weiter zu verbreiten.
Der ÖFBV hat in den letzten Jahren zahlreiche Erfolge auf internationaler Ebene erzielt. Österreichische Nationalmannschaften haben sich für mehrere Weltmeisterschaften in verschiedenen Alters- und Leistungsklassen qualifiziert und konnten auch schon einige Medaillen bei internationalen Wettbewerben gewinnen.
Insgesamt trägt der ÖFBV dazu bei, Floorball in Österreich bekannter zu machen und den Sport in der breiten Öffentlichkeit zu etablieren.

## Geschichte
Die Geschichte des ÖFBV begann im Jahr 1997 mit der Teilnahme der österreichischen Damenmannschaft an der ersten Floorball-Weltmeisterschaft für Frauen. Im selben Jahr trat Österreich dem IFF bei und nahm fortan an internationalen Wettbewerben teil.
Im Jahr 1998 trat auch das Herren-Nationalteam erstmals bei einer WM an. Seitdem haben sich österreichische Mannschaften in verschiedenen Altersklassen für zahlreiche internationale Wettbewerbe qualifiziert.
Im November 2005 wurde der ÖFBV von der Österreichischen Bundes-Sportorganisation anerkannt, was den Verband offiziell als Sportorganisation in Österreich etablierte.
Im Jahr 2007 nahm Österreich erstmals an einer Junioren-WM für U19-Mannschaften teil. Seitdem haben österreichische Mannschaften regelmäßig an internationalen Junioren-Wettbewerben teilgenommen und sich für mehrere Weltmeisterschaften qualifiziert.
Besondere Ereignisse im österreichischen Floorball-Kalender waren die U19-Damen-WM-Qualifikation in Linz im Jahr 2017 und die Herren U19 WM-Qualifikation in Salzburg im Jahr 2023. Bei beiden Veranstaltungen qualifizierte sich die österreichische Mannschaft für die Weltmeisterschaft.
Die österreichischen U19-Damenmannschaften haben sich für mehrere Weltmeisterschaften qualifiziert, darunter die Weltmeisterschaften in der St. Gallen/Herisau (CH) 2018, Uppsala (SWE) 2020 und Kattowitz (POL) 2021. Die Teilnahme in Uppsala musst auf Grund der COVID-19-Pandemie abgesagt werden.
Auch die österreichischen U19-Herrenmannschaften haben sich für mehrere Weltmeisterschaften qualifiziert, darunter die Weltmeisterschaften in Brünn 2021 und Frederikshavn 2023.

## Mitglieder
Der ÖFBV besteht aus 72 Mitgliedsvereinen mit ungefähr 4500 Mitgliedern (Stand 2023). Im Verband werden folgende Landesverbände geführt:
- Wien
- Oberösterreich
- Steiermark
- Kärnten
- Salzburg
- Tirol
- Vorarlberg

## Floorball-Bundesliga
Die ersten nationalen Meisterschaften wurden 1996 für Damen und Herren auf dem Großfeld ausgetragen. In den Jahren 1996 und 1997 bestand die Meisterschaft aus einem Turnier. Eine Herren- und Damen-Liga gibt es seit der Saison 1999/2000 (Kleinfeld). In den Anfangsjahren spielten Teams aus Slowenien und Italien in der österreichischen Liga mit. Großfeld-Bundesliga wird seit der Saison 2001/02 bei den Herren und seit der Saison 2004/05 bei den Damen gespielt. In der Damen-Bundesliga spielten zu Beginn auch ungarische Teams und slowenische Teams um den Titel mit. Seit 2018 ist die Herren-Liga wieder international und wird in Kooperation mit dem slowenischen Floorball Verband als International Floorball League ausgetragen.
Der VSV Unihockey ist mit 8 Staatsmeister Titeln bei den Herren, mit Abstand die erfolgreichste Mannschaft Österreichs.
Kleinfeld-Floorball wurde 2004/05–2006/07 regional über die Landesverbände organisiert. Die Landesmeister trafen sich dann in einem Bundesfinale. Seit 2008 obliegt dem ÖFBV die Organisation der Staatsmeisterschaften Kleinfeld für Damen und Herren. Österreichweit werden auch die internationalen Kleinfeldturniere Rheintalcup und Montfortcup veranstaltet.
Juniorenturniere gibt es seit 2000/01, seit 2007 werden offizielle österreichische Meisterschaften in Juniorenbereich ausgetragen, seit 2011 auch für Juniorinnen.
Speziell im Schulsport verzeichnet Österreich einen großen Anstieg an Interesse am Sport. Als Vorreiter glänzt hier vor allem das Bundesland Kärnten durch seine lange Eishockey-Tradition, gefolgt von den übrigen Bundesländern. Landesschulmeisterschaften werden in den Bundesländern Wien, Niederösterreich, Oberösterreich, Tirol, Steiermark und Kärnten veranstaltet.
Die Mixed Variante Floorball wird in Österreich vor allem an den Universitätssportinstituten (USI) angeboten und im Schulsport forciert.

Weiters werden einige Mixed Fun Turniere von verschiedenen Vereinen organisiert. Das Mixed Turnier in Leoben (LE-Open) ist dabei das traditionellste seit 1995.
Das Austrian Floorball Open, ein internationales Großfeldturnier, wurde zwischen 1999 und 2010 ausgetragen. 

Nachdem sich seit 2011 kein Veranstalter mehr finden ließ, wurde das Turnier durch andere ersetzt (z. B.: "Alps Open" in Innsbruck).